# Двадцять восьма династія єгипетських фараонів
XXVIII династія Єгипту часто поєднується з іншими династіями Стародавнього Єгипту у складі Пізнього царства, а саме з 26, 27, 29, 30 та 31 династіями.

## Правителі
Двадцять восьма династія мала одного фараона Аміртея II. Він був нащадок саїських царів XXVI династії, що успішно підняв повстання проти персів після смерті Дарія II.
| Ім'я       | Дата               |
| ---------- | ------------------ |
| Аміртей II | 404 — 398 до н. е. |

1. ↑  Усі роки подані до нашої ери.